# Flavr Savr
Flavr Savr（フレーバーセーバー）とは、遺伝子組み換え技術により作出されたトマトの品種。世界で初めて商用栽培された遺伝子組み換え作物である。日持ちをよくすることを目的としてCalgene社により作られた。1992年アメリカ食品医薬品局により承認、1994年販売開始。

## 作出法
果実が熟するときに働く、細胞壁ペクチン（ポリガラクツロン酸）の加水分解酵素であるポリガラクツロナーゼの生成を抑えるために、ポリガラクツロナーゼ遺伝子のアンチセンスcDNAが導入された。

## 利点
- 日持ちがよいために、畑で完熟させてから収穫できるため風味がよく、また、熟しても果皮が軟化しにくいため傷が付きにくく、腐敗も少ない。
- 貯蔵期間が伸びることで、輸送も容易である。